# جيري شيرلي
جيري شيرلي (بالإنجليزية: Jerry Shirley)‏ هو موسيقي بريطاني، ولد في 4 فبراير 1952 في Waltham Cross ‏ في المملكة المتحدة.

## وصلات خارجية
- جيري شيرلي على موقع IMDb (الإنجليزية)
- جيري شيرلي على موقع ميوزك برينز (الإنجليزية)
- جيري شيرلي على موقع ديسكوغز (الإنجليزية)
- جيري شيرلي على موقع قاعدة بيانات الفيلم (الإنجليزية)